# Bagh-e Babur

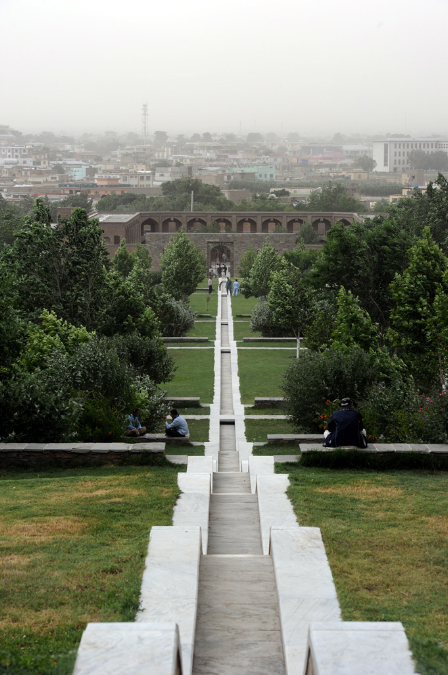
Garten des Babur (2010)

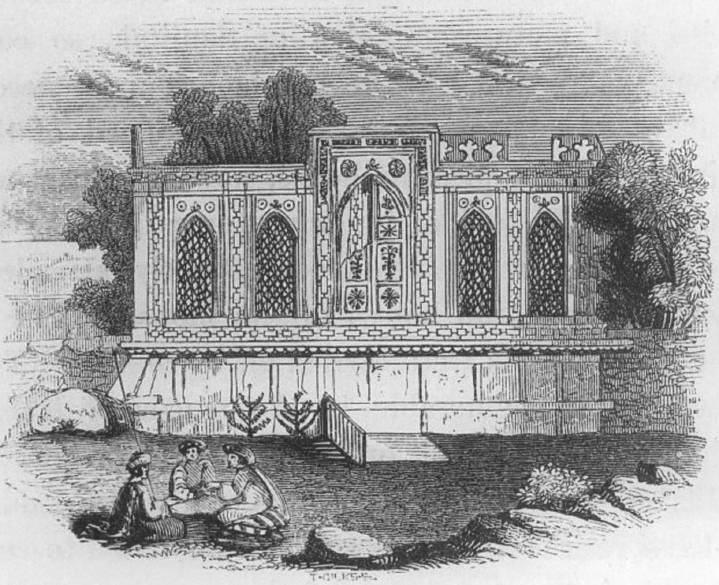
Charles Masson: Grabmal des Babur (gedruckt 1842)

Der Bagh-e Babur, Garten des Babur (باغ بابر), ist eine Gartenanlage an einem Hügel im Südwesten der Altstadt von Kabul, die 1528 in der Herrschaft des ersten Mogulenherrschers Babur angelegt wurde und als seine Grabstätte diente. Nach seiner Renovierung steht der Garten seit 2009 auf der Kandidatenliste der Weltkulturerbestätten.

## Anlage
Während der Herrschaft Baburs wurden in seinem Herrschaftsgebiet in Indien, Iran und Afghanistan Gebäude und Gärten errichtet, die als Gartentyp die Bezeichnung Tschahār Bāgh tragen. In Kabul ließ Babur eine wahrscheinlich schon vorhandene Struktur zu einem Garten dieses Typs ausbauen. Nach seinem Ableben 1530 wurde Babur 1547 von Agra hierher überführt und für ihn ein offenes Grabmal errichtet. Das Grabmal hat 1832 noch existiert, als Charles Masson es zeichnete, es wurde 1842 bei einem Erdbeben zerstört und ging danach verloren. Der in dem späteren Nachbau ausgestellte Sarkophag wird als Sarg des Babur bezeichnet.
Der Garten ist etwa 11,5 ha groß. Er wurde in 15 aufsteigenden Terrassenstufen angelegt. Die Achse der Terrassenanlage ist nach Mekka ausgerichtet. Das Grabmal steht auf der 14. Terrassenstufe. Auf der 15. Stufe wurde ein Grabmal für Ruqaiya Sultan Begum, Enkelin des Babur und Frau des Akbar I., errichtet. 1645–46 wurde auf der dreizehnten Stufe eine kleine, weiße Moschee von Shah Jahan gebaut, er ließ auch die Wasserspiele renovieren und eine Karawanserei am unteren Ende errichten. Ende des 19. Jahrhunderts ließ der Amir Abdur Rahman Khan im Garten einen Sitz für seine Frau Bibi Halima erbauen und europäisierte den Gartenbaustil. Bagh-e Babur unterlag den baulichen Veränderungen Kabuls. 1933 wurde der Garten in einen öffentlichen Park umgewidmet und in der Folge wurden verschiedene Wasserbecken und eine Wasserfontäne eingebaut. In den 1970er Jahren kamen eine Gewächshausanlage und ein Freibad hinzu. Das Bevölkerungswachstum Kabuls sorgte dafür, dass die Stadtentwicklung an die Parkmauern heranrückte.
Die Gebäude, die Anlagen und die Gewächse im Garten wurden durch den Krieg in Afghanistan nach 1992 stark zerstört. 
Die Wiederaufbaumaßnahmen seit dem Jahr 2000 wurden politisch von UN-HABITAT und organisatorisch und finanziell von der Aga-Khan-Stiftung sowie der deutschen und der US-amerikanischen diplomatischen Vertretung in Gang gebracht. Die archäologischen Arbeiten werden vom Deutschen Archäologischen Institut und dem Afghanischen Archäologischen Institut (AKTC) vorgenommen. Bei den Erhaltungsmaßnahmen wurden zwischen 2002 und 2004 die Außenmauern wiederhergestellt, und 2003 wurde die Renovierung der Shahjahan-Moschee in Angriff genommen. Der Aga Khan Trust for Culture organisierte die Neubepflanzung mit Bäumen und Sträuchern aus der Region. 

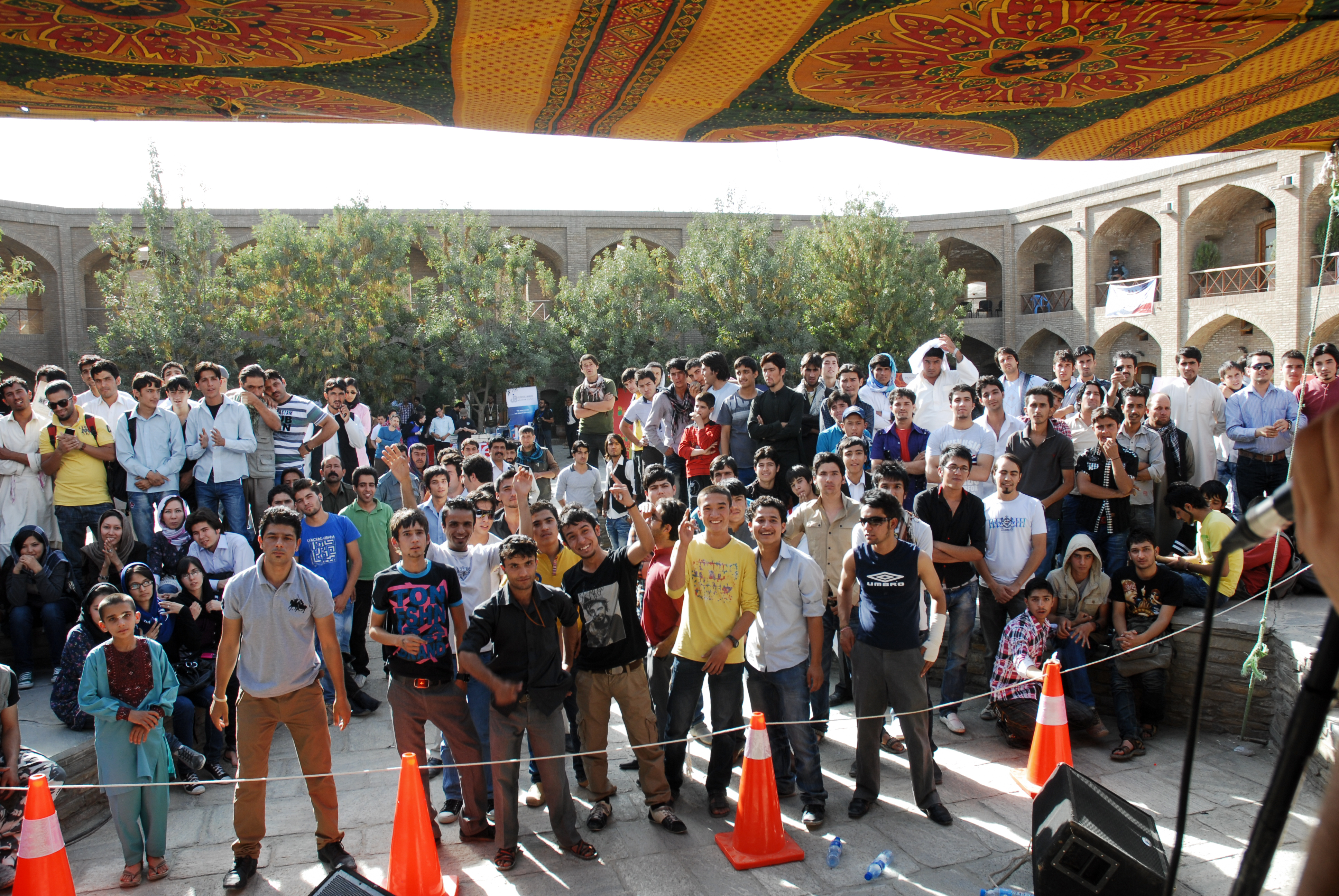
Besucher eines Musikfestivals (2011)
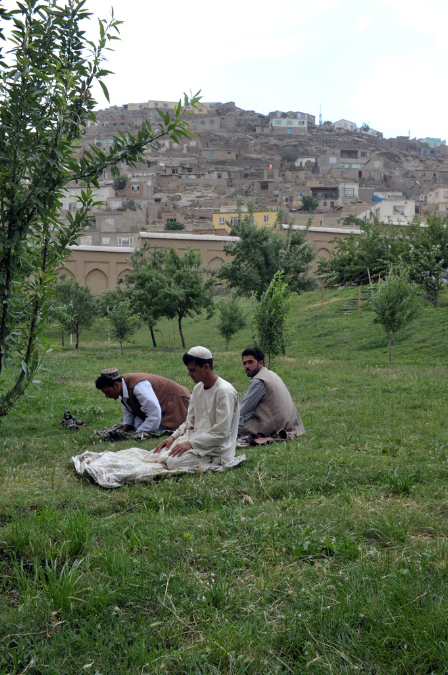
Besucher
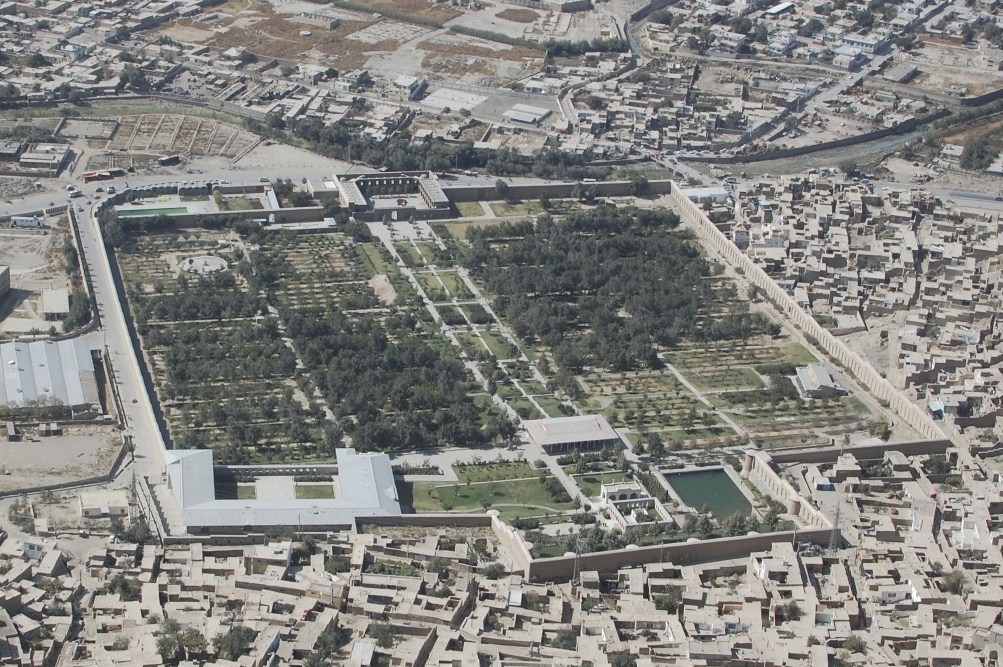
Blick von einem Berg auf die Stadt  (2009)
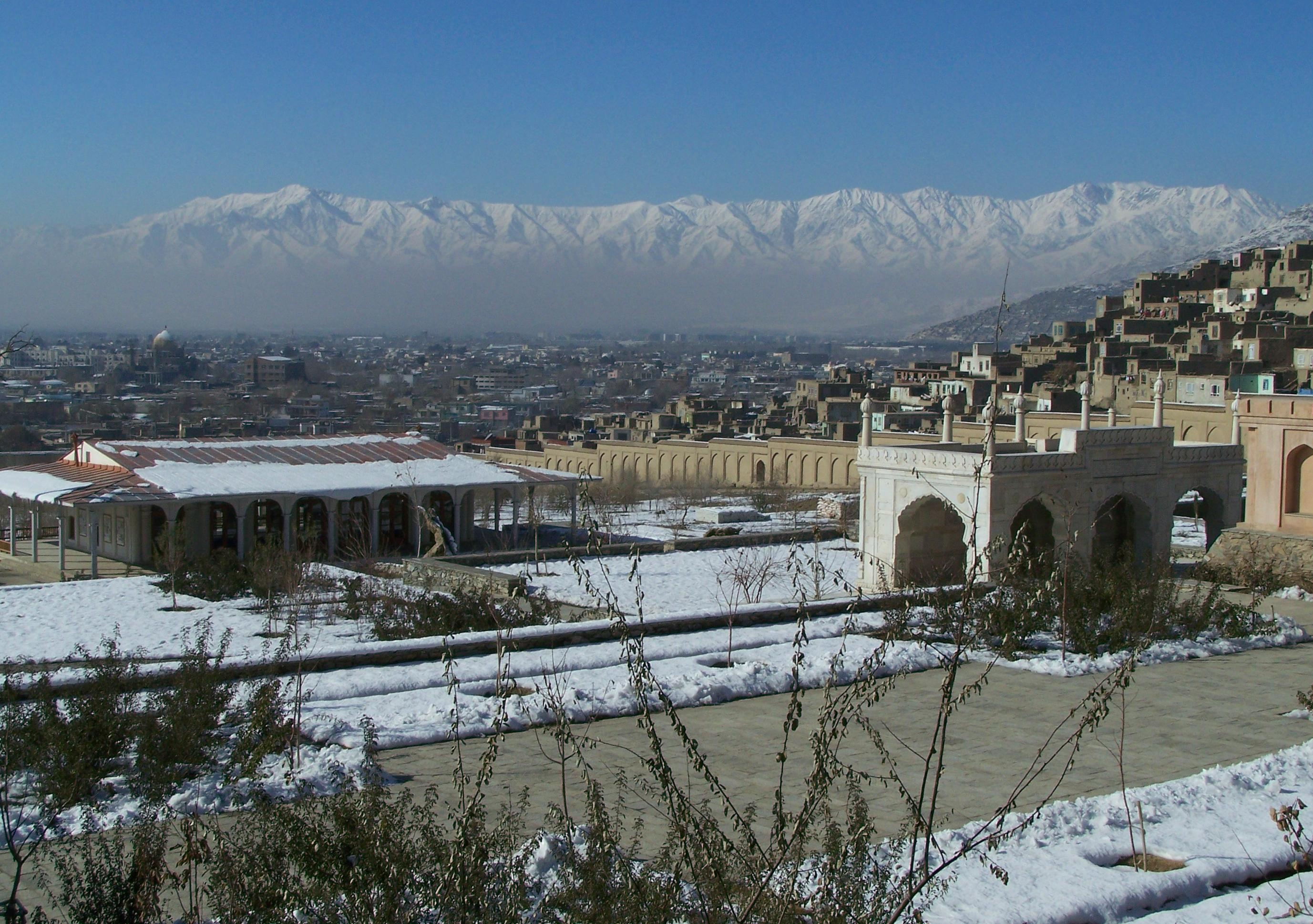
Winter 2006
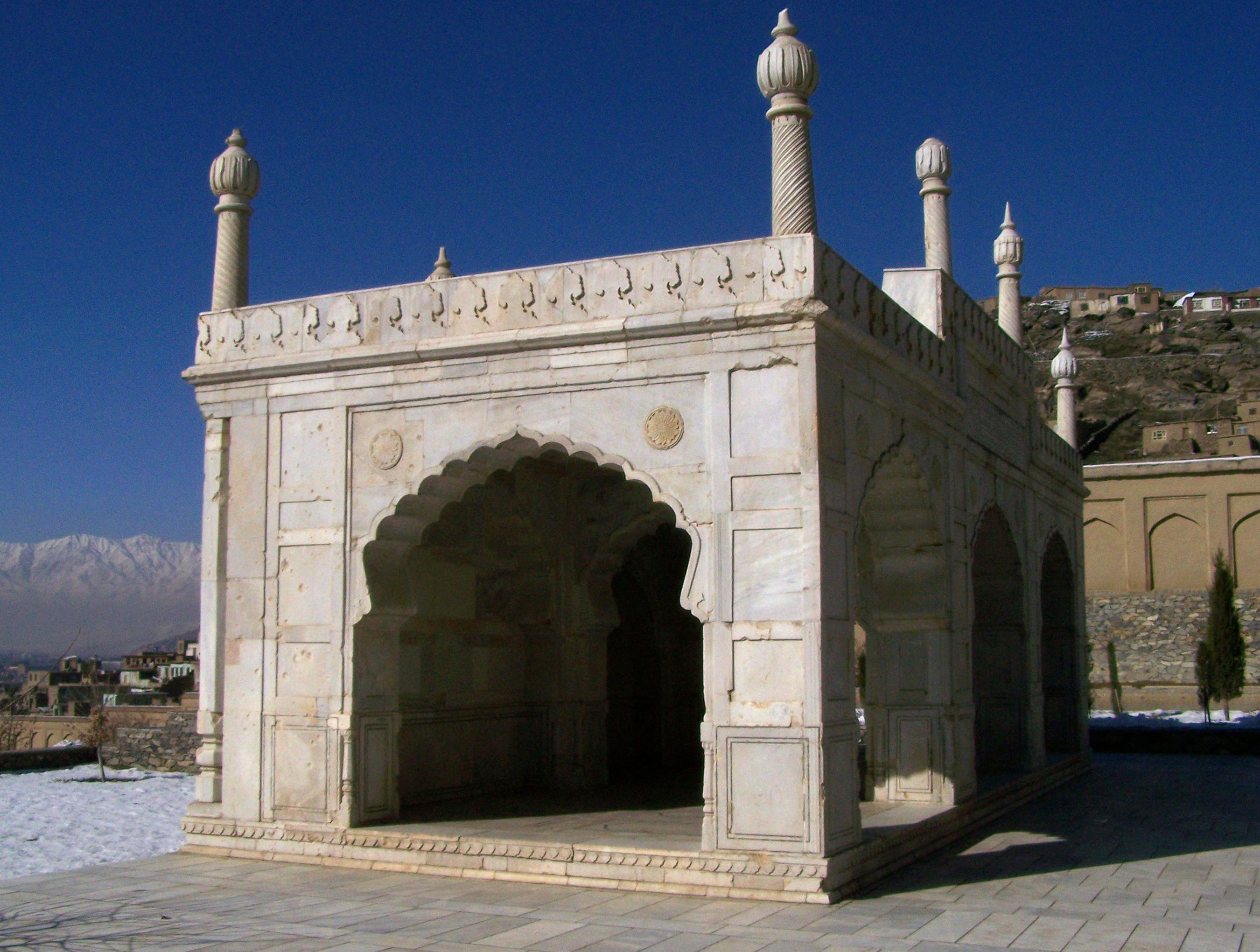
Moschee im Garten
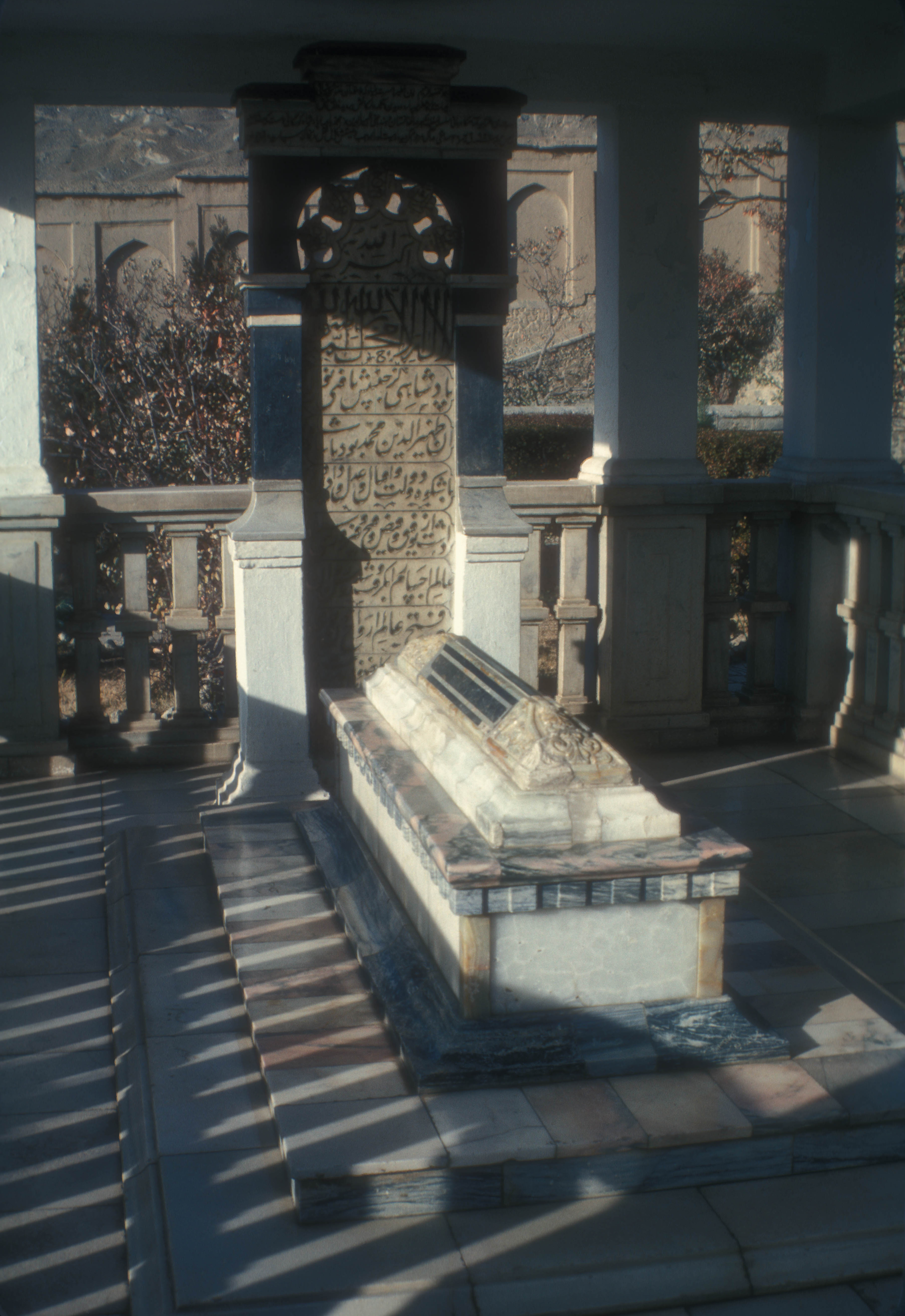
Angeblicher Sarg Baburs